# Крепенькая
Крепенькая (на территории Луганской области в ходу также название Крепенская) — река на Украине, левый приток реки Миус. Бассейн Азовского моря. Длина 38 км. Площадь водосборного бассейна 224 км². Уклон 6,7 м/км. Долина V-образная, шириной до 1,5 км. Используется для орошения, развито рыбоводство.

## География
Берёт начало в треугольнике между посёлками Ивановка, Казаковка, Лесное на территории Антрацитовского горсовета. Течёт по территории Антрацитовского Луганской области и Шахтерского районов Донецкой области. Летом на отдельных участках пересыхает. Сток частично зарегулирован прудами и водохранилищем.

### Населённые пункты
- Христофоровка (исток в северо-западных окрестностях)
- Мельниково
- Боково-Платово
- Крепенский
- Есауловка
- Чугунно-Крепинка, Донецкая область (устье на реке Миусе в западных окрестностях)

### Достопримечательности
В бассейне реки расположен ландшафтный заказник местного значения Боково-Платово и гидрологический памятник природы местного значения Чеховский колодец.